# Giorgio Calò
Giorgio Calò (Monza, 26 maggio 1933) è un politico italiano.

## Biografia
Laureato in economia e commercio nel 1958, da quell'anno fino al 1962 è stato responsabile del servizio Organizzazione e Procedure Amministrative del gruppo Total. Direttore generale della filiale italiana del gruppo francese Metral dal 1962 al 1977, si è successivamente occupato di sondaggi e marketing, dirigendo fino al 2002 l'Istituto demoscopico Directa.
La sua avventura politica cominciò nel 1998, allorché fu uno dei fondatori del movimento Italia dei Valori.
Alle Elezioni europee del 1999 è candidato nella lista de I Democratici nella Circoscrizione Italia nord-occidentale, ottenendo 12.022 preferenze e risultando il primo dei non eletti. Nel 2003 a seguito delle dimissioni di Luciano Caveri, che opta per la carica incompatibile di Consigliere regionale, subentra al Parlamento Europeo dove completa la Legislatura nel Gruppo del Partito Europeo dei Liberali, Democratici e Riformatori come esponente dell'IdV.
È stato per due anni membro della direzione e dell'esecutivo nazionale I Democratici, dal 2000 al 2002 è stato segretario regionale dell'IDV in Lombardia mentre dal 2001 al 2003 lo è stato in Liguria.
Portavoce nazionale del movimento dipietrista dal 2002 ed assessore provinciale al sistema informativo nel milanese dal 2004, Calò ha fatto parte del secondo governo Prodi in qualità di Sottosegretario alle Comunicazioni.